# Индекс автомобильных номеров Польши
Регистрационные номерные знаки Польши (пол. Polskie tablice rejestracyjne) используются для регистрации безрельсовых транспортных средств. Как и во многих странах, в Польше автомобильные номерные знаки обозначают регион, в котором зарегистрировано транспортное средство, через соответствующий буквенно-цифровой код.

## Основные нормы
Согласно польскому законодательству, регистрационный знак закрепляется за транспортным средством, а не за владельцем. Владелец не может использовать свой лицензионный номер для другого автомобиля, если только номер не принадлежит владельцу. Лицензионные знаки выдаются повятом (уездом), по месту прописки владельца автомобиля, в случае если он имеет статус физического лица. Юридические лица регистрируют свои автомобили по своему местонахождению. Транспортные средства арендуемые по договору найма или финансовой аренды будут регистрироваться по месту прописки арендодателя. При передаче транспортного средства другому владельцу, последний обязан подать заявку на новую регистрацию транспортного средства, с информацией об имени и прописке нового владельца. Новый владелец может получить новый номерной знак, хотя это не является обязательным, когда адрес нового собственника находится в одном районе с адресом предыдущего. В такой ситуации, номерные знаки обычно не меняют, так как это влечет дополнительные расходы.
Изменения в системе нумерации в 2001 году были вызваны уменьшением в стране числа воеводств с 49 до 16, связанных с историческими регионами. До 2001 года лицензионные знаки (белые буквы на чёрном фоне) могли использоваться бессрочно, но так как данная система устарела, теперь номерные знаки старого образца должны быть изменены на новые в случае смены владельца.
Для системы нумерации, действовавшей до 2001 года не хватало букв польского алфавита, чтобы можно было закрепить за каждым воеводством определённую букву. Использовался стандартный латинский алфавит (кроме Q), особые польские диакритические знаки были исключены, с целью сделать автомобильные номера свободно читаемыми за границей. Поэтому две буквы должны быть использованы для обозначения места регистрации транспортного средства (средний административный уровень повята не был представлен до 1999 года). После внесения изменений, первая буква обозначает воеводство (по новой системе). Одна дополнительная буква используется в городах с правами повята (в том числе во всех 49 столицах старых воеводств и каждом крупном городе). Две дополнительные буквы используются в любом другом повяте.
Для граждан Европейского союза не обязательно повторно регистрировать транспортное средство, ввезенное при переезде в Польшу, которое прошло регистрацию и облагается налогом в любой стране ЕС. Это вытекает из европейского права, хотя местные правила до сих пор не были изменены в соответствии с законом, и это нередко приводит к неверным консультациям должностных лиц по этому вопросу. Если у вас есть сомнения, обратитесь в посольство вашей страны.

## Польские автомобильные номерные знаки с 1 мая 2000 года
С 2000 года, номерные знаки автомобилей в Польше имеют черные буквы на белом фоне. Изменения цвета были осуществлены в целях соответствия стандартам ЕС и для улучшения видимости. Номерные знаки, выданные до 1 мая 2006 года, имеют изображение польского национального флага. Знаки, выданные после этой даты, вместо флага имеют изображение 12-ти звезд ЕС.
Номерные знаки являются недействительными без прикрепляемых к ним двух этикеток с голограммой, а на внутренней стороне лобового стекла размещается табличка с кодом, изображенным на номерных знаках. Если для транспортного средства используется только один номерной знак, дополнительная наклейка должна быть приложена к регистрационным документам. Эта наклейка не может быть заменена или повреждена, без изменения номеров автомобиля.

Каждый повят использует уникальный двух- или трехбуквенный код. Первая буква обозначает воеводство, которому принадлежит повят. Приведенный ниже список кодов не используется в каком-либо конкретном порядке, хотя каждый код обычно вводится в использование после истощения вариативных возможностей предыдущего. Между кодом территории и серией располагается пробел, но в отличие от немецкой системы, даже в случае отсутствия пробела путаница исключена. 
Условные обозначения кодов на номерных знаках:
- X — код воеводства
- XY, XYZ — код повята
- J, K, L — любая разрешенная в использовании буква
- цифры

Буквы, используемые в номерных знаках, включают все стандартные буквы латинского алфавита кроме Q (не используется вообще в польском языке). Буквы B, D, I, O, Z не могут быть использованы в ряде районов (справа, после пробела), поскольку они могут быть спутаны с цифрами. Только специально заказанные номера могут включать эти буквы, но Q не может использоваться. Ведущий 0 не может быть опущен.

### Типы номерных знаков
Легковые автомобили, грузовики и автобусы
- XY 12345
- XY 1234J
- XY 123JK
- XY 1J345
- XY 1JK45
- XYZ J234
- XYZ 12JK
- XYZ 1J34 (не должен начинаться с 0)
- XYZ 12J4 (не должен закачиваться 0)
- XYZ 1JK4 (не должен содержать 0)
- XYZ JK34
- XYZ 12345
- XYZ 1234J
- XYZ 123JK

Количество имеющихся уникальных номеров составляет 1 235 799 на каждый двух-буквенный код повята, и 866 799 на каждый трех-буквенный код повята. Заметим, что комбинации: «XYZ 1234», «XYZ 123J» и «XY J1234» не используются, поскольку они приведут к созданию номеров идентичных данным в старой системе. Чтобы избежать путаницы эти наборы были исключены и могут быть вновь применимы, когда старая система полностью выйдет из использования. Кроме того, сочетание «XY JK123» не используется, чтобы избежать возможной путаницы с «XYZ K123» схемы, так как «пространство» не является существенным.
Мотоциклы, мопеды, а также сельскохозяйственные машины
- XY 1234
- XY 123J
- XYZ J234
- XYZ 12JK
- XYZ 1J34 (не должен начинаться с 0)
- XYZ 12J4 (не должен заканчиваться 0)
- XYZ 1JK4 (не должен содержать 0)
- XYZ JK34

Классические автомобили
- XY 12J
- XYZ 1J

Номера классических машин имеют жёлтый фон с черными символами и справа имеют изображение старинного автомобиля. Классическими могут считаться автомобили старше 25 лет и вышедшие из производства более 15 лет назад, исключение составляют специальные модели, которые никогда не были в серийном производстве. Порядок выдачи таких номеров регламентирован отдельно.
Временные и экспортируемые номера
- X1 2345
- X1 234J

Такие номерные знаки имеют красный текст на белом фоне. Наклейка на лобовое стекло в данном случае не выдается.
Тестовые номера
- X1 234B

Эти номерные знаки белого цвета с красным текстом. Последняя буква всегда B. К ним не требуется наклейка на лобовое стекло. Только производители и автомобильные R&D центры могут получить такие номерные знаки.
Индивидуально заказываемые номера

Такие номера производятся в стандартном формате с черными символами на белом фоне. Каждый заказанный номер начинается с буквы, обозначающей воеводство и одной цифры после которой следует пробел. Эта цифра и последующие знаки выбираются владельцем. Но тем не менее существуют определённые правила для создания индивидуальных номеров:
- после пробела номер должен содержать от 3 до 5 символов
- первым символом должна быть буква
- количество цифр в конце не должно превышать 2
- все буквы должны предшествовать цифрам (их нельзя смешивать)
- может быть использована любая буква Латинского алфавита, кроме Q (в отличие от стандартных номеров)
- надпись на номерном знаке не должна иметь оскорбительного содержания

Дипломатические номерные знаки
- X 123456

Белые символы на синем фоне. Первые три цифры дают информацию о стране или организации.
Номера служебных транспортных средств
- HPJ K234
- HPJ 12KL

Для транспортных средств, находящихся в ведомстве Государственной Администрации и Министерства Иностранных дел, используются номерные знаки, начинающиеся на «H», вместо кода воеводства. Вторая буква указывает тип служб, к которым относится данное транспортное средство, например «HP» используется для полиции. В отличие от стандартных номеров, здесь могут использоваться любые латинские буквы кроме Q . Но для служебных транспортных средств также могут использоваться стандартные номерные знаки.
Военные номерные знаки
- UC 12345
- UC 1234T
- UA 1234 (только для мотоциклов)

Военные номерные знаки в Польше начинаются с «U», вместо кода воеводства. Следующая буква обозначает сферу использования данного транспортного средства, однако здесь не могут использоваться U или O. Например, номерные знаки военных грузовиков начинаются с «UC». T в номерном знаке применяется для гусеничных машин. Стандартные номерные знаки не могут использоваться для гусеничных машин, бронированных легковых автомобилей и бронетранспортеров — номер может записываться непосредственно на транспортном средстве либо наклеиваться.

## Обозначения округов
| Нижнесилезское воеводство | Куявско-Поморское воеводство | Лодзинское воеводство | Люблинское воеводство |
| --- | --- | --- | --- |
| DB — Валбжих DBA — Валбжихский повят DBz — Болеславецкий повят DDZ — Дзержонювский повят DGL — Глогувский повят DGR — Гурувский повят DJ — Еленя-Гура DJA — Яворский повят DJE — Еленегурский повят DKA — Каменногурский повят DKL — Клодзский повят DL — Легница DLB — Любаньский повят DLE — Легницкий повят DLU — Любинский повят DLW — Львувецкий повят DMI — Миличский повят DOA — Олавский повят DOL — Олесницкий повят DPL — Польковицкий повят DSR — Сьродский повят DST — Стшелинский повят DSW — Свидницкий повят DTR — Тшебницкий повят DW — Вроцлав DWL — Волувский повят DWR — Вроцлавский повят DZA — Зомбковицкий повят DZG — Згожелецкий повят DZL — Злоторыйский повят | CAL — Александрувский повят CB — Быдгощ CBR — Бродницкий повят CBY — Быдгощский повят CCH — Хелмненский повят CG — Грудзёндз CGD — Голюбско-добжинский повят CGR — Грудзёндзский повят CIN — Иновроцлавский повят CLI — Липновский повят CMG — Могиленский повят CNA — Накловский повят CRA — Радзеювский повят CRY — Рыпинский повят CSE — Семпульненский повят CSW — Свецкий повят CT — Торунь CTR — Торуньский повят CTU — Тухольский повят CW — Влоцлавек CWA — Вомбжезненский повят CWL — Влоцлавский повят CZN — Жнинский повят | EBE — Белхатувский повят EBR — Бжезинский повят EKU — Кутновский повят EL — Лодзь ELA — Ласкский повят ELC — Ловичский повят ELE — Ленчицкий повят ELW — Восточно-Лодзинский повят EOP — Опочненский повят EP — Пётркув-Трыбунальски EPA — Пабяницкий повят EPD — Поддембицкий повят EPI — Пётркувский повят EPJ — Пайенченский повят ERA — Радомщанский повят ERW — Равский повят ES — Скерневице ESI — Серадзкий повят ESK — Скерневицкий повят ETM — Томашувский повят EWE — Верушувский повят EWI — Велюньский повят EZD — Здуньсковольский повят EZG — Згежский повят | LBI, LB — Бяла-Подляска LBL — Билгорайский повят LC — Хелм LCH — Хелмский повят LHR — Хрубешувский повят LJA — Яновский повят LKR — Красницкий повят LKS — Красноставский повят LLB — Любартувский повят LLE — Ленчинский повят LLU — Лукувский повят LOP — Опольский повят LPA — Парчевский повят LPU — Пулавский повят LRA — Радзыньский повят LRY — Рыцкий повят LSW — Свидникский повят LTM — Томашувский повят LU — Люблин LUB — Люблинский повят LWL — Влодавский повят LZ — Замосць LZA — Замойский повят |
| Любуское воеводство | Малопольское воеводство | Мазовецкое воеводство (вкл. Варшаву) | Опольское воеводство |
| FG — Гожув-Велькопольски FGW — Гожувский повят FKR — Кросненский повят FMI — Мендзыжечкий повят FNW — Новосольский повят FSD — Стшелецко-Дрезденецкий повят FSL — Слубицкий повят FSU — Суленцинский повят FSW — Свебодзинский повят FWS — Всховский повят FZ — Зелёна-Гура FZA — Жарский повят FZG — Жаганьский повят FZI — Зелёногурский повят | KBC — Бохнявский повят KBR — Бжеский повят KCH — Хшанувский повят KDA — Домбровский повят KGR — Горлицкий повят KK — Краков KLI — Лимановский повят KMI — Мехувский повят KMY — Мысленицкий повят KN — Новы-Сонч KNS — Новосонченский повят KNT — Новотаргский повят KOL — Олькушский повят KOS — Освенцимский повят KPR — Прошовицкий повят KR — Краков KRA — Краковский повят KSU — Сухский повят KT — Тарнув KTA — Тарнувский повят KTT — Татровский повят KWA — Вадовицкий повят KWI — Величский повят                            | WA — Варшава (Бялоленка) WB — Варшава (Бемово) WBR — Бялобжегский повят WCI — Цеханувский повят WD — Варшава (Беляны) WE — Варшава (Мокотув) WF — Варшава (Прага Полудне) WG — Гарволинский повят WGM — Гродзиский повят WGR — Груецкий повят WGS — Гостынинский повят WH — Варшава (Прага Пулноц) WI — Варшава (Средместье) WJ — Варшава (Таргувек) WK — Варшава (Урсус) WKZ — Козеницкий повят WL — Легионовский повят WLI — Липский повят WLS — Лосицкий повят WM — Миньский повят WMA — Макувский повят WML — Млавский повят WN — Варшава (Урсынов) WND — Новодвурский повят WO — Остроленка WOR — Острувский повят WOS — Остроленкский повят WOT — Отвоцкий повят WP — Плоцк WPI — Пясечинский повят WPL — Плоцкий повят WPN — Плоньский повят WPR — Прушковский повят WPU — Пултуский повят WPY — Пшисухский повят WPZ — Пшаснышский повят WR — Радом WRA — Радомский повят WS — Седльце WSC — Сохачевский повят WSE — Серпецкий повят WSI — Седлецкий повят WSK — Соколувский повят WSZ — Шидловецкий повят WT — Варшава (Вавер) WU — Варшава (Охота) WV — Воломинский повят (ещё не выпущен) WW ****(посл. K, L, M, N, V, R, S) — Варшава (Влохи) WW ****(посл. F, G, H, J, W) — Варшава (Вилянув) WW ****(посл. A, C, E, X, Y) — Варшава (Рембертув) WWE — Венгрувский повят WWL — Воломинский повят WWY — Вышкувский повят WX — Варшава (Жолибож) WX ***Y# — Варшава (Весола) WY — Варшава (Воля) WZ — Западно-Варшавский повят (Ожарув-Мазовецки) WZU — Журоминский повят WZW — Зволенский повят WZY — Жирардувский повят | OB — Бжегский повят OGL — Глубчицкий повят OK — Кендзежинско-козельский повят OKL — Ключборкский повят OKR — Крапковицкий повят ONA — Намыслувский повят ONY — Нысский повят OOL — Олесненский повят OP — Ополе OPO — Опольский повят OPR — Прудницкий повят OST — Стшелецкий повят |
| Подкарпатское воеводство | Подляское воеводство | Поморское воеводство | Силезское воеводство |
| RBI — Бещадский повят RBR — Бжозувский повят RDE — Дембицкий повят RJA — Ярославский повят RJS — Ясленский повят RK — Кросно RKL — Кольбушовский повят RKR — Кросненский повят RLA — Ланьцутский повят RLE — Лежайский повят RLS — Лесковский повят RLU — Любачувский повят RMI — Мелецкий повят RNI — Нисковский повят RP — Перемышль RPR — Перемышльский повят RPZ — Пшеворский повят RRS — Ропчицко-Сендзишувский повят RSA — Санокский повят RSR — Стшижувский повят RST — Сталёвовольский повят RT — Тарнобжег RTA — Тарнобжегский повят RZ — Жешув RZE — Жешувский повят | BAU — Аугустувский повят BBI — Бельский повят BGR — Граевский повят BHA — Хайнувский повят BI — Белосток BIA — Белостокский повят BKL — Кольненский повят BL — Ломжа BLM — Ломжинский повят BMN — Монькский повят BS — Сувалки BSE — Сейненский повят BSI — Семятыченский повят BSK — Сокульский повят BSU — Сувалкский повят BWM — Высокомазовецкий повят BZA — Замбрувский повят | GA — Гдыня GBY — Бытувский повят GCH — Хойницкий повят GCZ — Члухувский повят GD — Гданьск GDA — Гданьский повят GKA — Картузский повят GKS — Косцежский повят GKW — Квидзынский повят GLE — Лемборкский повят GMB — Мальбурский повят GND — Новодвурский повят GPU — Пуцкий повят GS — Слупск GSL — Слупский повят GSP — Сопот GST — Старогардский повят GSZ — Штумский повят GTC — Тчевский повят GWE — Вейхеровский повят | SB — Бельско-Бяла SBE — Бендзинский повят SBI — Бельский повят SBL — Беруньско-Лендзинский повят SC — Ченстохова SCI — Цешинский повят SCZ — Ченстоховский повят SD — Домброва-Гурнича SG — Гливице SGL — Гливицкий повят SH — Хожув SI — Семяновице-Слёнске SJ — Явожно SJZ — Ястшембе-Здруй SK — Катовице SKL — Клобуцкий повят SL — Руда-Слёнска SLU — Люблинецкий повят SM — Мысловице SMI — Миколувский повят SMY — Мышкувский повят SO — Сосновец SPI — Пекары-Слёнске SPS — Пщинский повят SR — Рыбник SRB — Рыбницкий повят SRC — Рацибужский повят SRS — Руда-Слёнска SL ST — Тыхы STY — Тыхы (округ) SBL STA — Тарногурский повят SW — Свентохловице SWD — Водзиславский повят SY — Бытом SZ — Забже SZA — Заверценский повят SZO — Жоры SZY — Живецкий повят |
| Свентокшиское воеводство | Варминско-Мазурское воеводство | Великопольское воеводство | Западно-Поморское воеводство |
| TBU — Буский повят TJE — Енджеювский повят TK — Кельце TKA — Казимежский повят TKI — Келецкий повят TKN — Коньский повят TLW — Влощовский повят TOP — Опатувский повят TOS — Островецкий повят TPI — Пиньчувский повят TSA — Сандомирский повят TSK — Скаржиский повят TST — Стараховицкий повят TSZ — Сташувский повят | NBA — Бартошицкий повят NBR — Браневский повят NDZ — Дзялдовский повят NE — Эльблонг NEB — Эльблонгский повят NEL — Элкский повят NGI — Гижицкий повят NGO — Голдапский повят NIL — Илавский повят NKE — Кентшинский повят NLI — Лидзбаркский повят NMR — Мронговский повят NNI — Нидзицкий повят NNM — Новомястский повят NO — Ольштын NOE — Олецкий повят NOG — Олецкий повят — Голдапский повят — NOE+NGO NOL — Ольштынский повят NOS — Острудский повят NPI — Пишский повят NSZ — Щитненский повят NWE — Венгожевский повят       | PCH — Ходзеский повят PCT — Чарнковско-Тшчанецкий повят PGN — Гнезненский повят PGO — Гродзиский повят PGS — Гостыньский повят PJA — Яроцинский повят PK — Калиш PKA — Калишский повят PKE — Кемпненский повят PKL — Кольский повят PKN — Конинский повят PKO — Конинский повят PN PKR — Кротошинский повят PKS — Косьцянский повят PL — Лешно PLE — Лешненский повят PMI — Мендзыхудский повят PN — Конин PNT — Новотомыский повят PO — Познань POB — Оборницкий повят POS — Острувский повят POT — Остшешувский повят POZ — Познанский повят PZ PP — Пила PPL — Плешевский повят PRA — Равичский повят PSE — Сьремский повят PSL — Слупецкий повят PSR — Сьрёдский повят PSZ — Шамотульский повят PTU — Турекский повят PWA — Вонгровецкий повят PWL — Вольштынский повят PWR — Вжесьнёвский повят PZ — Познань PZL — Злотувский повят | ZBI — Бялогардский повят ZCH — Хощненский повят ZDR — Дравский повят ZGL — Голенювский повят ZGR — Грыфинский повят ZGY — Грыфицкий повят ZK — Кошалин ZKA — Каменьский повят ZKL — Колобжегский повят ZKO — Кошалинский повят ZLO — Лобезский повят ZMY — Мыслибуржский повят ZPL — Полицкий повят ZPY — Пыжицкий повят ZS — Щецин ZSD — Свидвинский повят ZSL — Славенский повят ZST — Старгардский повят ZSW — Свиноуйсьце ZSZ — Щецинецкий повят ZWA — Валецкий повят |

U# — Военные
HP# — Полиция
HW# — Пограничная охрана
HK# — Агентство Внутренней Безопасности, Агентство Разведки (ABW, AW)
HB# — Бюро охраны правительства (BOR)
HC# — Таможня
HS# — Финансовый контроль (Налоговая полиция)
HM# — Служба военной разведки, Служба военной контрразведки (SWW, SKW)
HA# — Центральное бюро по борьбе с коррупцией (CBA)

## Серии 1976—2000 годов
Номерные знаки, выпускавшиеся в период с 1976 по 2000 годы до сих пор используются. Номера этого периода имеют белые буквы на чёрном фоне и кодировку формата: ### **** или ### ***# (вначале номера, оканчивающиеся на букву использовались только для государственных автомобилей).
Список кодов(49 регионов):
- Бяла-Подляска BP, BA, BS
- Белосток BK, BT, BI
- Бельско-Бяла BB, BL, BO
- Быдгощ BY, BG, BD, BC
- Хелм CH, CM, CU
- Цеханув CI, CN, CA
- Ченстохова CZ, CE, CO
- Эльблонг EL, EG, EB
- Гданьск GD, GK, GA, GN
- Гожув-Велькопольский GO, GW, GR
- Еленя-Гура JG, JE, JA
- Калиш KL, KZ, KP
- Катовице KA, KT, KB, KC, KD, KX
- Кельце KI, KE, KJ
- Конин KN, KM, KF
- Кошалин KO, KG, KY
- Краков KR, KK, KW, KV
- Кросно KS, KU, KH
- Легница LG, LC, LI
- Лешно LE, LS, LN
- Люблин LU, LL, LB
- Ломжа LO, LM, LA
- Лодзь LD, LZ, LF, LW
- Новы-Сонч NS, NO, NA
- Ольштын OL, ON, OT
- Ополе OP, OE, OD
- Остроленка OS, OK, OR
- Пила PI, PA, PY
- Пётркув-Трыбунальский PT, PK, PU
- Плоцк PL, PC, PB
- Познань PO, PN, PZ, PW
- Пшемысль PR, PM, PE
- Радом RA, RO, RD
- Жешув RZ, RE, RW
- Седльце SE, SD, ST
- Серадз SI, SA, SB
- Скерневице SK, SN, SF
- Слупск SL, SP, SG
- Сувалки SU, SW, SO
- Щецин SZ, SC, SM
- Тарнобжег TG, TB, TE
- Тарнув TA, TN, TW
- Торунь TO, TU, TY
- Валбжих WB, WY, WH
- Варшава WA, WS, WI, WU, WG, WF, WX, WZ, WM, WT, WP, WV
- Влоцлавек WL, WK, WE
- Вроцлав WR, WO, WC, WW
- Замосць ZA, ZM, ZC
- Зелёна-Гура ZG, ZE, ZN

- Милиция MO
- Военные U
- Пограничная охрана HW

## Серия 1956—1976
Начиная с 19 июня 1956, польские автомобильные номера имели две буквы и четыре цифры, а с 13 мая 1964 буквы стали ставиться после цифр.
Условные обозначения элементов номерного знака:
- первая буква — код воеводства,
- вторая буква — код повята,
- цифры — код транспортного средства.

Коды воеводств:
- A — Белостокское воеводство
- B — Быдгощское воеводство
- C — Келецкое воеводство
- E — Кошалинское воеводство
- F — Лодзинское воеводство
- G — Гданьское воеводство
- H — Опольское воеводство
- I — город Лодзь
- K — Краковское воеводство
- L — Люблинское воеводство
- M — Щецинское воеводство
- O — Ольштынское воеводство
- P — Познанское воеводство
- R — Жешувское воеводство
- S — Катовицкое воеводство
- T — Варшавское воеводство
- W — столица Варшава
- X — Вроцлавское воеводство
- Z — Зелёногурское воеводство

Коды специальных служб:
- Y — Гражданская милиция
- D — Армия (автомобили)
- U — Армия (другие транспортные средства)
- N — Войска Охраны Границы